# Utkirbek Xaydarov
Utkirbek Abdujalilovich Xaydarov (ur. 25 stycznia 1974 w Andiżanie) – uzbecki bokser, medalista olimpijski z Aten i olimpijczyk z Sydney, dwukrotny medalista mistrzostw świata.

## Kariera
W 1999 wystąpił w rozgrywanych w Houston mistrzostw świata, w ramach których pokonał w finale wynikiem 6:1 Rumuna Adriana Diaconu i zdobył złoty medal. Rok później został olimpijczykiem, biorąc udział w igrzyskach w Sydney – przegrał w pierwszej rundzie wynikiem 10:11 walkę z reprezentantem Rosji Gajdarbiekiem Gajdarbiekowem. W 2001 ponownie wystąpił na mistrzostwach świata, gdzie tym razem zdobył srebrny medal po przegraniu wynikiem 29:36 finałowej walki z Rosjaninem Andriejem Gogolewem. Był uczestnikiem igrzysk azjatyckich rozgrywanych w Pusanie, zdobył na nich złoty medal.
W drugim i ostatnim w karierze występie olimpijskim, który miał miejsce w Atenach, Uzbekowi udało się wywalczyć brązowy medal. W półfinale przegrał wynikiem 15:17 walkę z Amerykaninem Andre Wardem.